# Eddie Cano
Pour les articles homonymes, voir Cano.
Eddie Cano, né Eduard Cano, Jr. à Los Angeles le 6 juin 1927 est un pianiste mexico-américain de Latin jazz. C'est aussi un compositeur et arrangeur, qui a dirigé et joué dans de nombreux orchestres de Latin jazz et de jazz afro-cubain. Il est décédé subitement d'une attaque cardiaque le 30 janvier 1988 à Los Angeles.

## Biographie

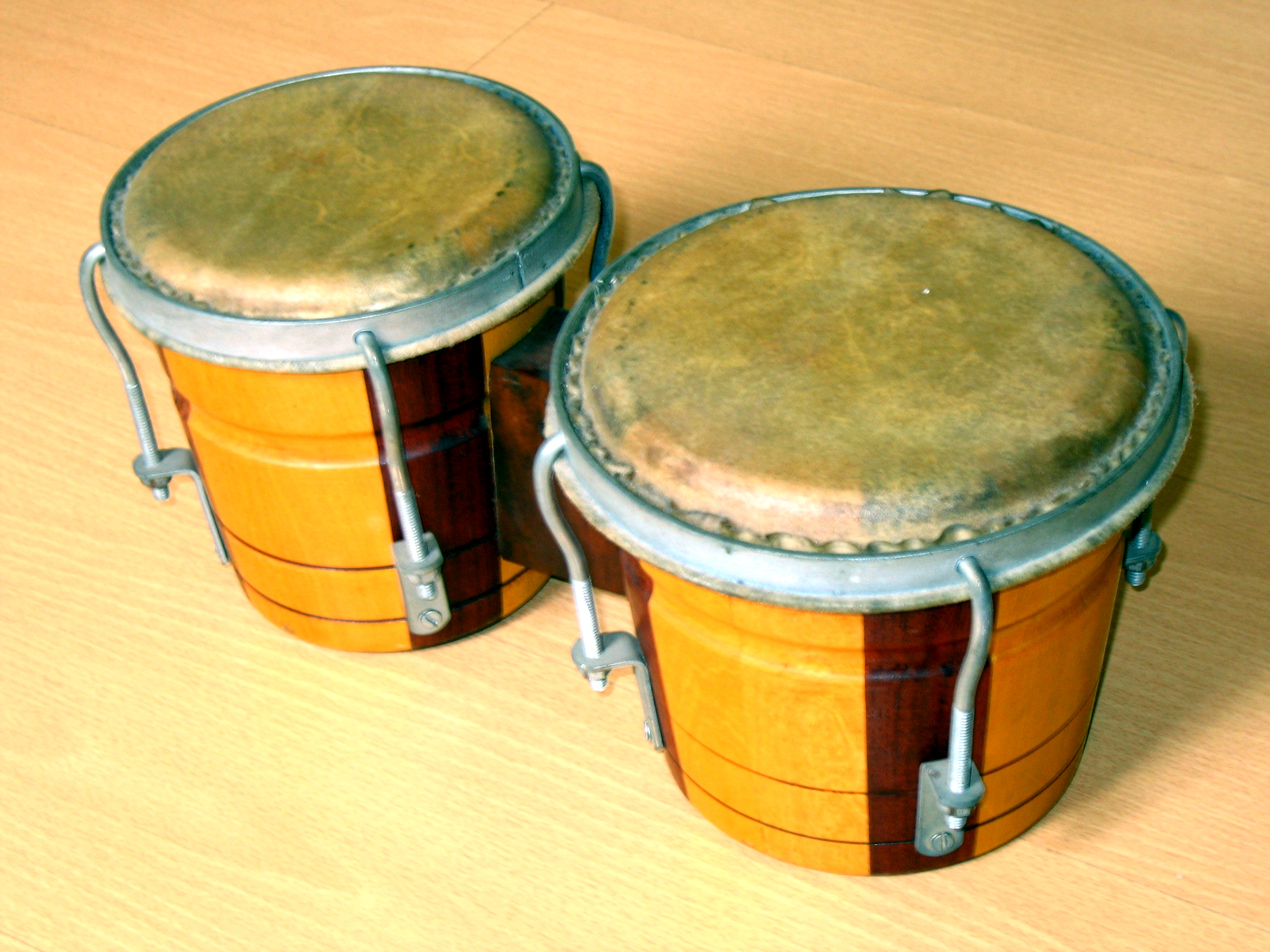
Les bongos ont souvent accompagné le piano d'Eddie Cano, pour en soutenir le rythme. C'est ainsi qu'il enregistrera plusieurs albums avec son ami bongocéro Jack Costanzo.

Eduard Cano, Jr. naît le 6 juin 1927, à Los Angeles et passera presque toute sa vie. Il est issu d'une famille mexico-américaine modeste de musiciens professionnels : son grand-père a joué avec le Mexico City Symphony Orchestra et son père est un guitariste Basse. Il commence des études de piano classique à l'âge de 5 ans. Le jeune Cano étudiera ainsi la contrebasse avec son grand-père, tandis que des professeurs d'enseignement musical privé lui apprennent le piano et le trombone. C'est donc tout naturellement qu'il entreprendra des études de musique au Los Angeles City College. Il commence alors à s'intéresser au jazz et décide d'en devenir un musicien professionnel. Un oncle l'initie à la musique de Duke Ellington et ce sera pour lui, en 1943, l'occasion de commencer à travailler dans les bands de boîtes de nuit locales : il y joue à la fois de la musique latine et les nouveaux genres américains de musique dansante.  En 1945, il est appelé du contingent, et rejoint les corps armés où il sera assigné à différents groupes de musique militaire. De retour à Los Angeles en 1946, il complète sa formation musicale par 6 mois de cours au conservatoire de Los Angeles.
Son parcours musical et sa façon de penser, d'organiser la musique autour de rythmiques exotiques sont similaires au vibraphoniste Cal Tjader et au compositeur chef d'orchestre Les Baxter. Tout comme Cal Tjader, Eddie Cano passera la plus grande partie de la carrière à établir des connexions, des passerelles entre le jazz et les sons latins pour inventer lui aussi le son Latin jazz. Influencé par Noro Morales et Erroll Garner, il développera un style rythmique inimitable, cette dynamique créera chez lui une capacité à entrainer derrière lui toute bande de musiciens prête à jouer.
Il débute sur scène à New York en 1948 dans l'orchestre de Miguelito Valdés venu le chercher à Los Angeles et il possède aussi à cette époque déjà, son propre groupe. Toujours dans New York, on le retrouve à jouer avec les groupes de Tito Puente, Machito, José Curbelo et Noro Morales, qui devient rapidement un ami proche. Il y fera aussi la connaissance de Tony Martinez qui joue de la basse dans le groupe de Noro Morales. Encore autour de 1948, on retrouve la trace d'Eddie Cano dans le quartette du contrebassiste Don Tosti qui comprend Raúl Díaz (batterie/voix), Bob Hernández (saxophone/flûte) et bien sûr Eddie au piano : la formation se produit dans les clubs autour de Central Avenue.
Il établit tout aussi rapidement des liens avec Herb Jeffries, un chanteur dont le point fort est d'interpréter des ballades, et avec qui il souhaite travailler durant la prochaine décennie, les années 1950. Ainsi il collaborera avec d'innombrables musiciens parmi lesquels : Bob Romeo, Herb Jeffries, Les Baxter, Jack Costanzo, Cal Tjader, Buddy Collette, Tony Martinez et beaucoup d'autres comme musicien de studio et de scène.
De retour à Los Angeles, il entre régulièrement en session d'enregistrements avec Les Baxter en 1952 pour l'album Le Sacre du Sauvage (Capitol Records), avec Cal Tjader pour les albums Ritmo Caliente en 1955 et Demasiado Caliente en 1960 (Fantasy Records), avec Jack Costanzo pour les albums Mr Bongo en 1955 sur GNP Crescendo Records et Latin Fever en 1958 sur Liberty Records, avec Buddy Collette pour l'album Jazz Heat - Bongo Beat en 1961 sur Eros Records, et d'autres. Il réalisera aussi des arrangements de big band pour Cal Tjader durant cette époque.
À partir de 1956, grâce à Shorty Rogers qui le présente à la maison de disques RCA Victor, il peut enfin enregistrer ses premiers albums avec Jack Costanzo, Carlos Vidal et Larry Bunker. Et c'est encore Shorty Rogers qui produira ses 3 premiers albums. Eddie Cano avait envoyé une cassette démo maison à Shorty Rogers qui l'a écoutée avec suffisamment d'attention pour avoir envie de le recommander.
En tant que compositeur, Cano fait son entrée avec un large répertoire, comprenant ce titre suave « Algo Sabroso », mais aussi l'amical « Cal's Pals », l'énergique  « Watusi Walk », et le passionnant « Ecstasy » (sans parler de « Honey Do », qui pourrait être une chanson en réponse croisée au titre populaire de Carl Perkins "Honey Don't"). Alors que beaucoup de ses pairs sont concentrés et focalisés sur la poussée incomparable des rythmiques latines dans la musique jazz, Cano, lui, semble sciemment ignorer cette composante, et serait même plutôt enclin à souligner avec emphase, un type de structures musicales tour à tour complexes et provocantes, harmoniques et mélodiques associés au jazz moderne. Il écrit aussi quelques compositions reprises par le Tony Martinez Quintet, notamment le titre Ican dont le final ressemble à s'y méprendre avec du Cal Tjader. Il fera l'objet d'une reprise par le conguéro Poncho Sanchez sur son album Bien Sabroso (1983).
Sortiront Cole Porter & Me (1956), Duke Ellington & Me (1957), Deep In A Drum (1958) et Time For Cha Cha Cha (1958).
Après ces 4 albums chez RCA Victor Records, en 1959, il signe un album réussi chez United Artists Records, Cha Cha Cha Con Cano et surtout l'album Latin Discotheque avec la maison Sears Records. L'album est composé de 4 medley de chansons enchainées à un rythme effréné. Ce disque fera l'objet ultérieurement de plusieurs rééditions sous d'autres labels et avec des titres modifiés.

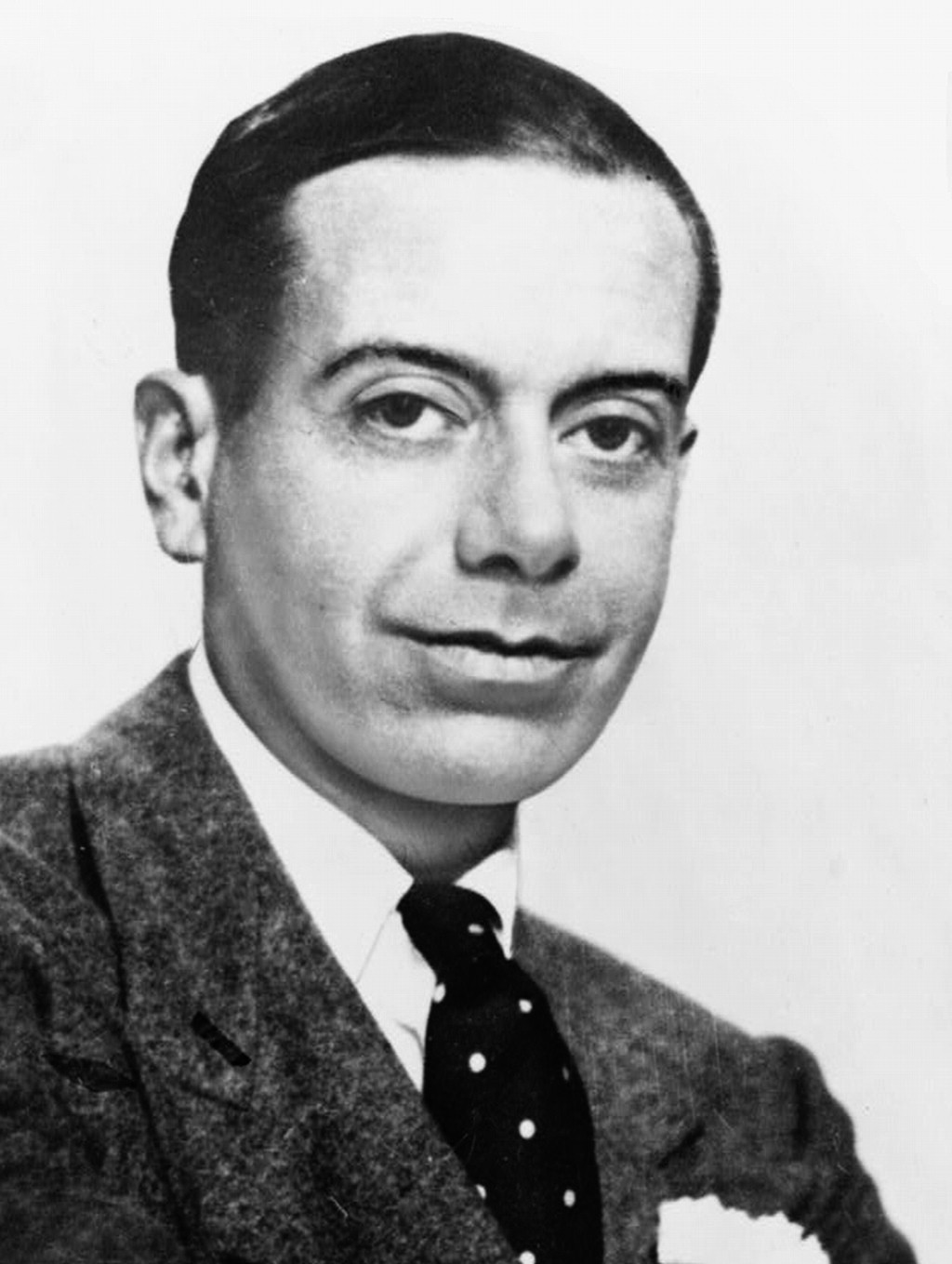
Cole Porter, célèbre compositeur de comédies musicales fut l'une des premières sources d'inspiration et d'adaptation d'Eddie Cano, comme en témoigne son premier album.

Toujours en 1956, Bob Romeo, flûtiste de jazz lui propose de venir jouer du piano dans son Jungle Sextet : l'album Aphrodisia sort chez Sunset Records en version Mono et sera réédité ultérieurement en stéréo chez Omega Records dans la série Omegatape.
Courant 1959, Bianchi, connu déjà sous le nom de Bob Romeo fait encore appel ses services pour reformer son Jungle Sex-tet : Laurindo Almeida à la guitare, Alvin Stoller aux percussions et timbales, Rafael Vasquez Jr. à la contrebasse, Eddie Cano au piano bien sûr et Carlos Videl aux bongos. Ensemble, ils vont enregistrer l'album Music to Play in the Dark à paraître chez Hi-Standard Records.
En 1960, après sa collaboration à l'album Demasiado Caliente de Cal Tjader, il est rappelé par Tony Martinez, vibraphoniste, compositeur et chanteur pour jouer dans son groupe le temps d'un album et d'une saison de scène, avec Jack Costanzo. Il retrouve ainsi son ami bongocéro pour enregistrer en live au Hollywood's Crescendo club l'album Dancing on The Sunset Strip à paraître chez GNP Crescendo Records, ce avant d'enchaîner avec le Latin All Stars de Buddy Collette pour enregistrer Jazz Heat - Bongo Beat, un album paru chez (Crown Records).
Toujours en 1960, le 23 juillet, il réalise également une session d'enregistrements en tant que pianiste pour Peggy Lee aux studios de la maison de disques Capitol Records.
1961 sera l'année de sa signature avec Reprise Records, mais plus tard, il se plaindra des contraintes artistiques imposées par ce label avec lequel il est pourtant l'un des tout premiers artistes à avoir signé un engagement. Elle reste cependant la maison de disques pour laquelle il a le plus enregistré.
L'album Eddie Cano At PJ's enregistré  en public au club du même nom The PJ's, sort en 1961. Il est produit par Neal Hefti, excellent trompettiste de jazz, compositeur et arrangeur de plusieurs titres à succès de Count Basie dans les années cinquante et fraîchement reconverti en compositeur et producteur de musique de films, ainsi que pour la télévision. Ce "LP" contient le titre Laura : une composition dédiée à la femme qu'il aime, son épouse Laura, titre qu'il a entièrement composé et enregistré. Le couple se séparera après plusieurs années de vie commune. On trouve aussi sur cet album une version instrumentale du titre A Taste of Honey, succès single américain d'Herb Alpert's Tijuana Brass, Grammy Award de la chanson de l'année en 1965, écrit précédemment par Bobby Scott et Ric Marlow.
Suivront sur ce même label Reprise Records, 5 autres albums : Here Is The Fabulous Eddie Cano, Cano Plays Mancini, puis plus tard Danke Schoen (essentiellement une compilation), The Sound of Music And The Sound of Cano (un live) et Broadway Right Now enregistré à New-York. Sans oublier les 7 extraits en EP 45™ / 2 titres qui contribueront grandement à entretenir son succès.
L'album Cano Plays Mancini présente pour la musique de Mancini une formation quartet assez inédite dans sa forme qui réunit Fred Aguirre à la batterie, Carlos Mejia au conga, Leon Cardenas à la contrebasse et Eddie toujours au piano. Ce choix d'instruments et de thèmes permet à Cano d'imposer une transposition latine jazz de la musique du compositeur. Et, comme le constate Laurence D. Stewart dans son liner-note, nos quatre musiciens chevronnés affirment dans un style épuré toute la musicalité certaine de compositions déjà emblématiques de la carrière de Mancini : ce qui ne serait pour lui déplaire.
En 1962, pour coller aux succès récents de ses albums Eddie Cano at P.J.'s et surtout Mucho piano! considéré comme l'un des albums de Latin jazz les plus emblématiques, RCA VIctor sort une compilation stéréo des albums enregistrés en mono et intitulée The Best Of Eddie Cano '62, sous-titrée His Piano & his Rhythm. Encore en 1962, année faste pour sa carrière musicale, il rentre en session avec Dean Martin pour enregistrer l'album Cha Cha de Amor à paraître chez Capitol Records.
A Taste of Honey est nommé en 1963 aux Grammy Awards dans la catégorie Best Jazz Performance by a Soloist or Small Group - Instrumental, aux côtés du George Shearing Quintet, de Charlie Mingus, Bill Evans & Jim Hall, Oscar Peterson Trio et Stan Getz pour Desafinado qui sera l'heureux récompensé.
Arrive 1965, le quartet d'Eddie Cano formé de David Troncoso à la contrebasse, de Fred Aguirre à la batterie, et de Carlos Mejia aux congas et percussions s'entoure des talents du saxophoniste ténor Nino Tempo : ils rentrent en session les 25 et 27 octobre 1965 à Los Angeles pour enregistrer l'album On Broadway à paraître chez Atlantic Records, début 1966. Le morceau For Whom The Bell Tolls fera l'objet de 2 prises. De ces 2 sessions, il existe aussi un enregistrement inédit d'un morceau sans titre et un EP 45™ avec les titres On Broadway et  For Whom The Bell Tolls.
En 1967, la rupture avec Reprise Records est consommée, et c'est sur Dunhill Records, une division de la maison de disques ABC Records que sort son nouvel album  Brought Back Live From P.J.'s avec l'étiquette Eddie Cano & His Quintet. Il en sera extrait un single El Pito version tirée du standard I'll Never Go Back to Georgia et avec en face B le titre The Shadow of Your Smile.
Il s'entourera aussi pendant 4 années des talents du percussionniste et congacéro Gary Cardile.
Fin des années 1960 et début des années 1970, Eddie Cano connait les mêmes problèmes que beaucoup d'autres musiciens Latin jazz tel Cal Tjader, ils sont submergés par l'avènement et le déferlement de la musique rock dans toutes ses variantes. Les derniers changements de maisons de disques ne sont pas concluants en termes de succès et il sombre provisoirement dans l'oubli.
1975 marque son retour en studio et sur les devants de la scène. Le vibraphoniste Bobby Hutcherson fait appel à Eddie au piano, pour enregistrer un album qu'il veut très Latin jazz : Montara où l'on retrouve notamment le titre Oye Como Va composé par Tito Puente et repris avec succès par Carlos Santana. S'ensuivront quelques concerts de tournée. Pickwick Records en profite pour ressortir l'album Latin Discothèque paru 1959, et précédemment déjà réédité, sous un nouveau titre différent The Latin Magic Of Eddie Cano & His Orchestra sur son label Hurrah Records.
En 1977, sa composition Salsation est reprise dans la bande originale du film mythique de l'ère disco La Fièvre du samedi soir (Saturday Night Fever). Elle est arrangée, interprétée et produite par David Shire. Eddie est tout de même crédité du piano en acoustique sur ce titre. Ce double LP de 17 titres, composé, pour partie essentielle de chansons des Bee Gees, se vendra à 20 millions d'exemplaires à travers le monde, un record qui ne sera battu que 6 ans plus tard par l'album Thriller de Michael Jackson.
Entre 1982 et 1987, Eddie Cano s'implique de plus en plus dans l'éducation de ses congénères : les américains d'origine mexicaine. Il devient régent de l'Université Pan Américaine du Texas (University of Texas-Pan American) où il intervient notamment dans la section Histoire & Traditions. Il est un reflet emblématique de la prédominance de la population mexicano-américaine au sein du campus durant les années 1970 / 1980. Mais petit retour en arrière, où l'on note qu'il s'est toujours impliqué dans l'éducation des enfants de manière discrète depuis le début des années 1960 : il a même réalisé une adaptation de l'un de ses albums qui est devenu A Taste of Education Kids. Cette série bilingue de disques LP d'éveil musical est à destination des enfants afin de leur faire découvrir notamment les sonorités du Latin jazz. Et d'ailleurs en 1966, pour cet engagement éducatif, il reçoit le second « Outstanding Service Award » d'une remise de prix officiée par un groupe d'organisations communautaires mexico-américaines qui ne s'y trompe pas. On retrouvera cet engagement en filigrane de sa carrière jusqu'à la fin de sa vie, même pendant les difficiles années 1970, où le Latin jazz et le style latin ont beaucoup perdu en influence et en succès, avec la montée en puissance du rock, côté musique et du disco, côté danse.
Avec le retour de la Salsa dans les années 1980, il devient le premier président de l'« Hispanic Musicians Association (HMA) of Los Angeles Big Band » en juillet 1987, mais il décède subitement d'une attaque cardiaque le 30 janvier 1988 à Los Angeles, n'ayant pas vraiment le temps de réaliser ce dernier projet qui lui tenait à cœur et d'explorer ce nouvel engagement. Son corps a été retrouvé sans vie dans sa maison de Boyle Heights tôt le dernier samedi matin de janvier par des voisins. Bobby Rodriguez lui succédera et le HMA Salsa/Jazz Orchestra (orchestre permanent) issu de ce mouvement associatif sortira 2 albums remarqués à partir de 1991.

## Reconnaissance musicale
Eddie Cano est considéré, avec Cal Tjader, comme l'un des pères fondateurs du Latin jazz,.
Son album Mucho Piano de 1962 est considéré comme l'un des meilleurs albums de Latin jazz en mars 1963 par la critique de la revue musicale Gramophone.
En 1963, l'album A Taste of Honey est nommé dans la catégorie Best Jazz Performance by a Soloist or Small Group - Instrumental des  Grammy Awards.
En 1966, Eddie Cano reçoit le second « Outstanding Service Award » d'une remise de prix officiée par un groupe d'organisation communautaires mexico-américaines.

## Une sélection représentative de sa carrière musicale
Un premier choix d'albums pour découvrir cet artiste Latin jazz.
1. Brought Back Live from P.J.'s,
2. Cole Porter, Duke Ellington & Me,
3. The Best of Eddie Cano
Quelques chansonsCotton Candy, La Malanga, Love for Sale…
Étant pour l'instant assez peu réédité et faiblement diffusé au format CD, on peut éprouver du mal à retrouver l'intégralité de sa discographie.

## Discographie Complète

### Enregistrements LP
- 1956 - Cole Porter & Me[32] ∫ RCA Victor Records / RCA Victor LPM-1340
- 1957 - Duke Ellington & Me[32] ∫ RCA Victor Records / RCA Victor LPM-1471
- 1958 - Eddie Cano and His Sextet : Deep In A Drum[32] ∫ RCA Victor Records /  RCA LPM-1645
- 1958 - Eddie Cano and His Orchestra : Time For Cha Cha Cha ∫ RCA Victor Records / RCA Victor LPM-1672
- 1959 - Eddie Cano Quintet : Cha Cha Cha Con Cano ∫ United Artists Records / United Artists UAL-3024 (Mono) & UAS-6024 (Stéréo)
- 1959 - Latin Discotheque[33] ∫ Sears Records / SEARS SP414M (Série Cosmic Stereo)
- 1960 - Jack Costanzo & Eddie Cano : Dancing On The Sunset Strip ∫ GNP Crescendo Records / GNP 44 /GNPS 44[34]
- 1961 - Eddie Cano at P.J.'s[35],[36] ∫ Reprise Records / Reprise 6030
- 1961 - Here Is The Fabulous Eddie Cano ∫ Reprise Records / Reprise 6055
- 1961 - Cano Plays Mancini ∫ Reprise Records / Reprise 6068[37]
- 1962 - Mucho piano!   ∫ GNP Crescendo Records / GNP 66
- 1962 - A Taste Of Cano  ∫ GNP Crescendo Records / GNP 77/GNPS 77[38]
- 1963 - Jack Costanzo & Eddie Cano : Costanzo, Cano & Bongos! [39],[40]∫ GNP Crescendo Records / GNP 90 /GNPS 90
- 1963 - Jack Costanzo & Eddie Cano : Jack Costanzo Meets Eddie Cano [39] ∫ GNP Crescendo Records / GNP 90 /GNPS 90
- 1963 - Eddie Cano Quartet : Danke Schoen ∫ Reprise Records / Reprise 6105
- 1964 - Broadway right now ∫ Reprise Records / Reprise 6124
- 1965 - The Sound of Music and The Sound Of Cano (Live) ∫ Reprise Records / Reprise RS-6145
- 1966 - The Eddie Cano Quartet & The Saxophone Artistry of Nino Tempo :  Eddie Cano & Nino Tempo On Broadway[20] ∫ Atlantic Records / ATCO 33-184
- 1967 - Eddie Cano & His Quintet : 1967 Brought Back Live From P.J.'s ∫ Dunhill Records / Dunhill DS-50018 et RCA Victor Records / RCA Victor LPVS-7627

### Rééditions Format Lp 33™
- 1962 - 30 Latin American Favorites  ∫ Pickwick Records  / Pickwick SPC-3017[41],[42] (Série Low Budget For Supermarkets)
- 196? - Fiesta en el P.J.  ∫ (Édition pour la Colombie du disque LP de 1961[43].)
- 1963 : Piano Bar ∫ (Édition pour la France[44].) LP RCA-Victor 430551
- 1963[45] - The Latin Magic Of Eddie Cano & His Orchestra[42] ∫ Hurrah Records[46] / Hurrah H-1053
- 1975 - The Latin Magic Of Eddie Cano & His Orchestra[42] ∫ Hurrah Records[46] / Hurrah H-1053 (mêmes références)

### Enregistrements Singles 45™
- 195? :  El Arullo de las Hojas / Incertidumbre[47]  ∫ RCA Victor Records / RCA Victor …[48]?
- 1960 : Panchita / Taste Of Honey   ∫ Reprise Records / Reprise 20075
- 1961 : Barsanova Brown / Green Fields  ∫ Reprise Records / Reprise 20113
- 1961 : Days Of Wine And Roses / Our Day Will Come[49] ∫ Reprise Records / Reprise 20147 et  Reprise 0147
- 1962 : La casita / Hava Nagilah  ∫ GNP Crescendo Records / GNP 172
- 1962 : Line For Lyons / Tin Tin Deo  ∫ GNP Crescendo Records / GNP 187
- 1963 : Ribbons down my back / Theme from golden boy   ∫ Reprise Records / Reprise 0173
- 1964 : Theme from « Snow Angel » / What Now My Love  ∫ Reprise Records / Reprise 0254
- 1965 : Tortilla Flats - Part 1 / Tortilla Flats - Part 2 ∫ Reprise Records / Reprise 0382
- 1965 - Eddie Cano/Nino Tempo : On Broadway / For Whom The Bell Tolls ∫ Atlantic Records / Atlantic Atco 6397
- 1967 : El Pito (I'll Never Go Back to Georgia)/The Shadow of Your Smile  ∫ ABC / Dunhill Records / Dunhill 45-D-4045
- 1967 : Slip Slip / Monday, monday  ∫ ABC / Dunhill Records / Dunhill 45-D-4072
- 1967 : Amy's Theme / La Bamba ∫ ABC / Dunhill Records / Dunhill 45-D-4075

### EP 4 Titres
- 1958 : My Fair Lady Cha Chas[50] ∫ RCA Victor Records / RCA Victor RCA RCX132
- 1962 : Here is the Fabulous Cano[51]  ∫ Reprise Records / Reprise VEP 60 020
- 1962 : Panchita[52]  ∫ Reprise Records / Reprise VEP 2
- 1962 : Our day will come[53]  ∫ Reprise Records / Reprise VEP 5
- 1963 : Mr Lucky[54]  ∫ Reprise Records / Reprise 40047

### Compilations
- 1962 - The Best Of Eddie Cano '62 (His Piano & his Rhythm)  ∫ RCA Victor Records / RCA Victor LPM 2636 (Mono) - LSP 2636 (Stéréo)
- 1992 - Cole Porter, Duke Ellington & Me (2 albums de 1956 et 1957)

### Compilations d'artistes variés
- 195? - Special jazz promotion record (2 LP) - 1 titre Get out of town[55] ∫ RCA Victor Records - Camden, N.J
- 195? : Surprise Party Mood Indigo ∫ RCA Victor Records - Camden, N.J
- 1958 : Just for Dancing ∫ RCA Victor Records - RCA Victor LPM-1630
- 1988 : Baz Fe Jazz Presents - Dance The Latin Groove (5 titres  d'Eddie Cano sur 11) ∫ Caliente Records - Caliente HOT 101
- 2001 - Saoco! Masters of Afro-Cuban Jazz : 1 titre de 1966 His Groove avec Nino Tempo.
- 2002 - Swingin' Latin Jazz : 4 titres d'Eddie Cano sur 12[56].

### Autres enregistrements
Pour Tony Rivera y Orquesta Habana Mambo
- 194? : A1. Panchero Mambero / B2. … ∫ RCA Victor Records - EP 78™ RCA Victor 23-5917 (matrice E2XB-7009-1S)

Pour le contrebassiste Don Tosti parfois sous le nom de Don Tosti y Su Orquesta.
- 194? : A1. Montuno n°uno (mambo) / B2. Castigame (mambo) ∫ RCA Victor Records - EP 78™ RCA Victor 23-6302
- 194? : A1. Don Tosti y prado (mambo) / B2. … ∫ RCA Victor Records - EP 78™ RCA Victor 23-6263 (matrice E3FB-2020-1S)
- 1948 : Con Calino ∫ El Tostado (édition CD de 2003 - Compilation de disques 78™ )[57]

Pour Miguelito Valdés
- 1949 : Mambo Dance Session '94 ∫ Compilation d'enregistrements[58] de 1948/1949 parue en 1994 chez Caribe records / Caribe Classics 1050.

Pour Les Baxter
- 1952 : Le Sacre du Sauvage ∫ Capitol Records / LP 10" - Capitol H 288

Pour Cal TjaderCompositions, interprétations et arrangements.
- 1955 : Plays Afro-Cuban : Ritmo Caliente  ∫ Fantasy Records / Fantasy LP 3-17 et Fantasy F-3216 (mono) /Fantasy F 8077 (Stereo)
- 1960 : Demasiado Caliente ∫ Fantasy Records / Fantasy F-3309 (mono) / F-8053 (stereo)

Pour Carole SimpsonArrangements seulement avec Lennie Niehaus
- 1957 : All About Carole ∫ Capitol Records / Capitol T-878[60]

Pour Diana Marquez with the Roger James OrchestraArrangements musicaux seulement
- 196? : Spanish Eyes ∫ J & R. Records / JR 12

Pour Gale Robbins
- 1957 : I'm A Dreamer ∫ Vik Records / Vik LX-1128 (Mono)

Pour le bongocero Jack Costanzo
- 1956 : Jack Costanzo / Andre's Cuban All Stars : "Afro-Cubano"  ∫  LP Norgran Records – M GN-1067
- 1958 : Latin Fever ∫ Liberty Records
- 1968 - Jack Costanzo & Gerrie Wo : Latin Percussion with Soul[62] ∫ Tico Records / Tico LP-1177
- 1989 : Réédition Mr. Bongo Afro Cuban Band  ∫  LP Palladium PLP 126

Pour le flûtiste Bob Romeo
- 1956 - Bobby Navarro with Eddie Cano and his orchestra : A1.  Huellas de amor (Footprints of love) / B1. Anoche aprendí (I learned last night)[64]  ∫ EP 78™ RCA Victor Records - RCA Victor 23-6993 (matrices G2 TB 3119-1S et G2 TB 3121-1S).
- 1956 - Bob Romeo, his Flute, & the Jungle Sextet : Aphrodisia ∫  Sunset Records / Sunset SUN LP 304 (Mono)[65]
- 1959 - Bianchi & the Jungle Sex-tet : Music to Play in the Dark ∫ Hi-Standard Records / Série Hi Fidelity LP 101

Pour l'orchestre Latin All Stars & Buddy Collette
- 1960 - Jazz Heat Bongo Beat[66] ∫ Crown Records / Crown CLP 5159 (Mono) & CST 187 (stereo)

Pour Tony Martinez
- 195? : A1. Ican / B2. … ∫ RCA Victor Records EP 78™ Matrice 23-6539
- 1960 : Dancing on The Sunset Strip[67]  ∫ GNP Crescendo Records / GNP 44/GNP 44ST

Pour Peggy Lee
- 1960 : Olé Ala Lee! [EPs] (Réédition : The Olé Ala Lee! Album Sessions) ∫ GNP Capitol Records

Pour Dean Martin
- 1962 : Cha Cha de Amor (en) ∫ Capitol Records

Pour le vibraphoniste Bobby Hutcherson
- 1975 : Montara[68] ∫ Blue Note Records / Blue Note BN-LA551-G

Pour le contrebassiste David Troncoso
- 19?? : Meant To Be[69] / Featuring Eddie Cano ∫ King David D2 Records / KING DAVID D2-001[70]

Pour Bobby Rodriguez avec Vic Buxton, Jotty Johnson, Marvin Chappell et Justo Almario
- 1986 : Tell an amigo[71] ∫ Sea Breeze Jazz Records / Sea Breeze SEAB 2030

### Autres enregistrements concernant l'apprentissage des langues
Série bilingue (américain / mexicain) de LP Latin Grooves! for kid
- 1972 : A Taste of Education Kids (Building your Spanish vocabulary through music, vol. 1[72]) ∫ LP Latin Grooves!
- 197? : A Taste of Education Kids (Building your Spanish vocabulary through music, vol. 2[73]) ∫ LP Latin Grooves!
- 1975 : Arturo Preciado and Eddie Cano - A Taste of Education ∫ Cassette + Guide[74] Activity Records - Freeport, N.Y / CP-100/750

### Autres compositions
- 1956 - Titre B3 Bacoa sur l'album de Pérez Prado And His Orchestra - Havana, 3 A.M. ∫ RCA Victor Records / RCA Victor LPM-1257

### Apparitions et reprises de titres
- 1977 : Saturday Night Fever (The Original Movie Soundtrack) : Titre Salsation. À noter qu'il joue du piano en acoustique sur ce titre.

## Partitions publiées
- 1954 : Paquete (en) : coauteur avec Tony Martinez
- 1959 :
  - Mexican Hat Dance (cha cha cha) (en + de)
  - Cielito Lindo (en)
  - Las Tres Locas (en) : coauteur avec Manny Lopez

## Apparitions cinématographiques
Eddie Cano était très populaire dans le milieu du cinéma, et c'est ainsi que tout naturellement il s'est retrouvé dans des apparitions mises en scène au sein de plusieurs films :
- 1960 : The Millionnaire (en) (Série de la chaine CBS) - Saison 6, Épisode 24 : Millionaire Larry Maxwell (1960) : Eddie Cano joue le rôle de Don Drysdale[76].1re diffusion le 1er mars 1960
- 1963 : Fun in Acapulco de Richard Thorpe avec Elvis Presley.
- 1963 : The Nutty Professor de Jerry Lewis.
- 1966 : Love on the Rocks avec Frank Sinatra, pour lequel il a aussi accepté de jouer durant ses concerts à l'Hollywood Bowl en 1970[75].

À sa disparition, son ex-épouse Laura évoquera ses relations d'amitiés avec Ella Fitzgerald, Eddie Fisher, Ethel Merman, Jerry Lewis, Jackie Cooper et Diahann Carroll, lors de son entretien avec un journaliste du Los Angeles Times.

## Archives télévisuelles
- Dans l'émission télévisée The Lively Ones (Format 30 min) de la chaîne NBC[77] :

The Eddie Cano Quartet with "Cotton Candy" (from Malibu Beach) - No 11 du 8 août 1963.
Latin jazz from The Eddie Cano Quartet with "Panchito". - No 12 du 15 août 1963.